# Molvízar
Molvízar é um município da Espanha na província de Granada, comunidade autónoma da Andaluzia, de área  km² com população de 3197 habitantes (2007) e densidade populacional de 127,79 hab/km².

## Demografia
| Variação demográfica do município entre 1991 e 2004 | Variação demográfica do município entre 1991 e 2004 | Variação demográfica do município entre 1991 e 2004 | Variação demográfica do município entre 1991 e 2004 |
| --------------------------------------------------- | --------------------------------------------------- | --------------------------------------------------- | --------------------------------------------------- |
| 1991                                                | 1996                                                | 2001                                                | 2004                                                |
| 2478                                                | 2640                                                | 2787                                                | 2745                                                |